# Quimera AEGT
Der Quimera AEGT (All Electric Gran Turismo) ist ein rein elektrisch angetriebener GT-Rennwagen von Quimera Responsible Racing, der Motorsport-Abteilung des Forschungs- und Entwicklungskonsortiums Quimera.
Der Sportwagenprototyp mit der Kennung -01 wurde erstmals am 26. Juli 2011 auf der Rennstrecke Motorland Aragón bei Alcañiz in Spanien der Öffentlichkeit vorgestellt. Eine als EVO II bezeichnete Weiterentwicklung befindet sich momentan in Planung.

## Technik
Der Quimera AEGT wird von drei Elektromotoren mit insgesamt 255 kW (347 PS) Dauer- und 525 kW (714 PS) Maximalleistung angetrieben. Das Motordrehmoment ist aufgrund der Getriebeauslegung elektronisch auf 700 Nm begrenzt. Die Kraftübertragung erfolgt über ein sequenzielles Sechsgang-Getriebe des Typs Hewland NLT an die Hinterachse. Getriebe und Achsantrieb befinden sich in einem Transaxlegehäuse.
Das Hochvoltsystem ist auf eine Betriebsspannung von 380 V Gleichspannung ausgelegt, als Traktionsbatterien kommen aus 1362 Einzelzellen bestehende Lithium-Ionen-Polymer-Akkumulatoren zum Einsatz. Die Batteriemodule haben ein Gesamtgewicht von 612 kg und sind in den Schwellern verbaut, um sie bei Boxenstopps schnellstmöglich austauschen zu können. Mit einer Akkuladung ist im Renneinsatz eine Betriebsdauer von etwa 20 bis 30 Minuten möglich.
Chassis und Karosserie-Anbauteile des Flügeltürers bestehen aus kohlenstofffaserverstärktem Kunststoff (Karbon). Das Gesamtgewicht des Fahrzeugs beträgt 1500 kg, woraus sich ein Leistungsgewicht von 2,85 kg/kW ergibt. Der Wagen beschleunigt in 3,5 s von 0–100 km/h, die Höchstgeschwindigkeit liegt bei 300 km/h.

## Einsatz
Seit Anfang 2012 planen die International Motor Sports Association (IMSA), die American Le Mans Series (ALMS) und Quimera die Einführung einer neuen, internationalen Rennserie für Fahrzeuge ohne Verbrennungsmotor. Der Quimera AEGT soll als Forschungs- und Entwicklungsfahrzeug bereits im Vorfeld die Möglichkeiten des rein elektrischen Antriebs in einer Rennserie aufzeigen, um weitere Fahrzeughersteller, Investoren und Zuschauer für diesen Green Racing genannten Motorsport zu gewinnen.
Die Rennserie wurde bislang nicht etabliert (Stand Oktober 2014).